# Ásíyih Khánum
Ásíyih Khánum, in persiano آسیه خانم, nota anche come Navváb, Navvábih o Búyúk Khánum (Yal Rud, 1820 – 1886), figlia di Mírzá Ismá'íl-i-Vazír, un nobile persiano, fu la prima moglie di Bahá'u'lláh, il profeta fondatore della Fede Bahai.

## Contesto

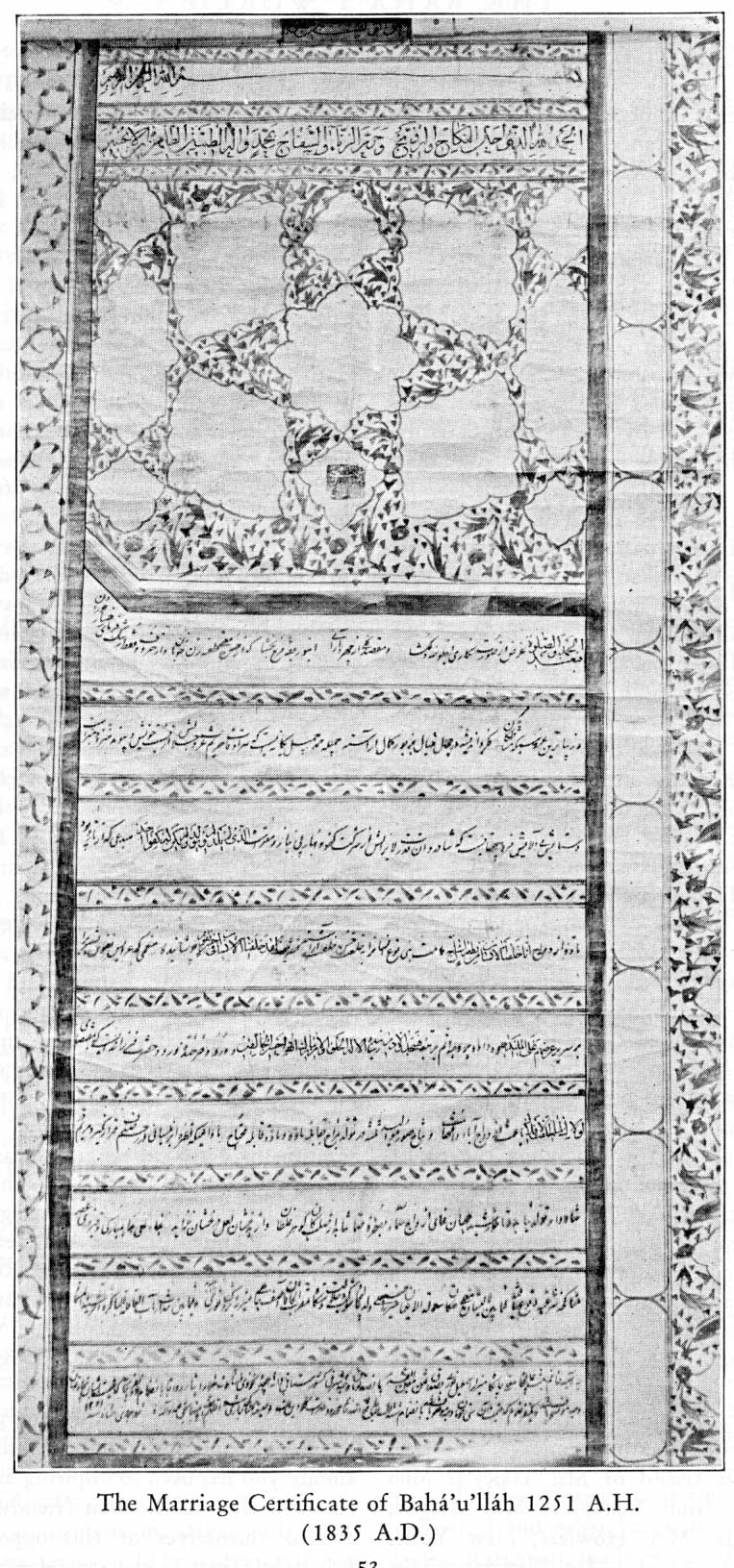
Certificato di matrimonio di Baháʼu'lláh e Ásíyih K͟hánum (1835)

Ásíyih Khánum nacque come Ásíyih Yalrúdí, unica figlia di Mírzá Ismáʼíl Yalrúdí, un aristocratico e ministro della corte Qajar nel villaggio di Yal Rud in Mazandaran.  Aveva un fratello, Mírzá Mahmúd, che non divenne seguace né del Babismo né della Fede Baháʼí. La famiglia Yalrúdí occupava una posizione di rilievo nella nobiltà, offrendo ad Ásíyih un’educazione di eccezionale privilegio. Ricevette un’istruzione completa ed era competente sia in persiano che in arabo.

## Matrimonio
Ásíyih Khánum sposò Bahá'u'lláh a Teheran, nel 1835, all'età di 15 anni mentre Bahá'u'lláh era diciottenne.
Ásíyih Khánum era di aspetto alto e snello, era graziosa e dagli occhi incantevoli blu scuro.
Dalla loro unione nacquero sette figli, 'Abdu'l-Bahá, Bahíyyih Khánum, Mírzá Mihdí, Sádiq, Kázim, 'Alí-Muhammad e 'Alí-Muhammad, dei quali solo i primi tre sopravvissero fino all'età adulta.

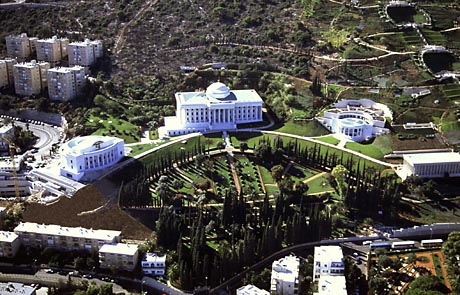
L'Arco bahai

Ásíyih Khánum, che dai bahá'í è vista come l'idealtipo delle donne, accompagnò sempre Bahá'u'lláh durante i suoi esili, divenendone la principale fiduciaria e confidente: Bahá'u'lláh disse di lei che sarebbe stata la consorte perpetua in tutti i mondi di Dio.

## Morte

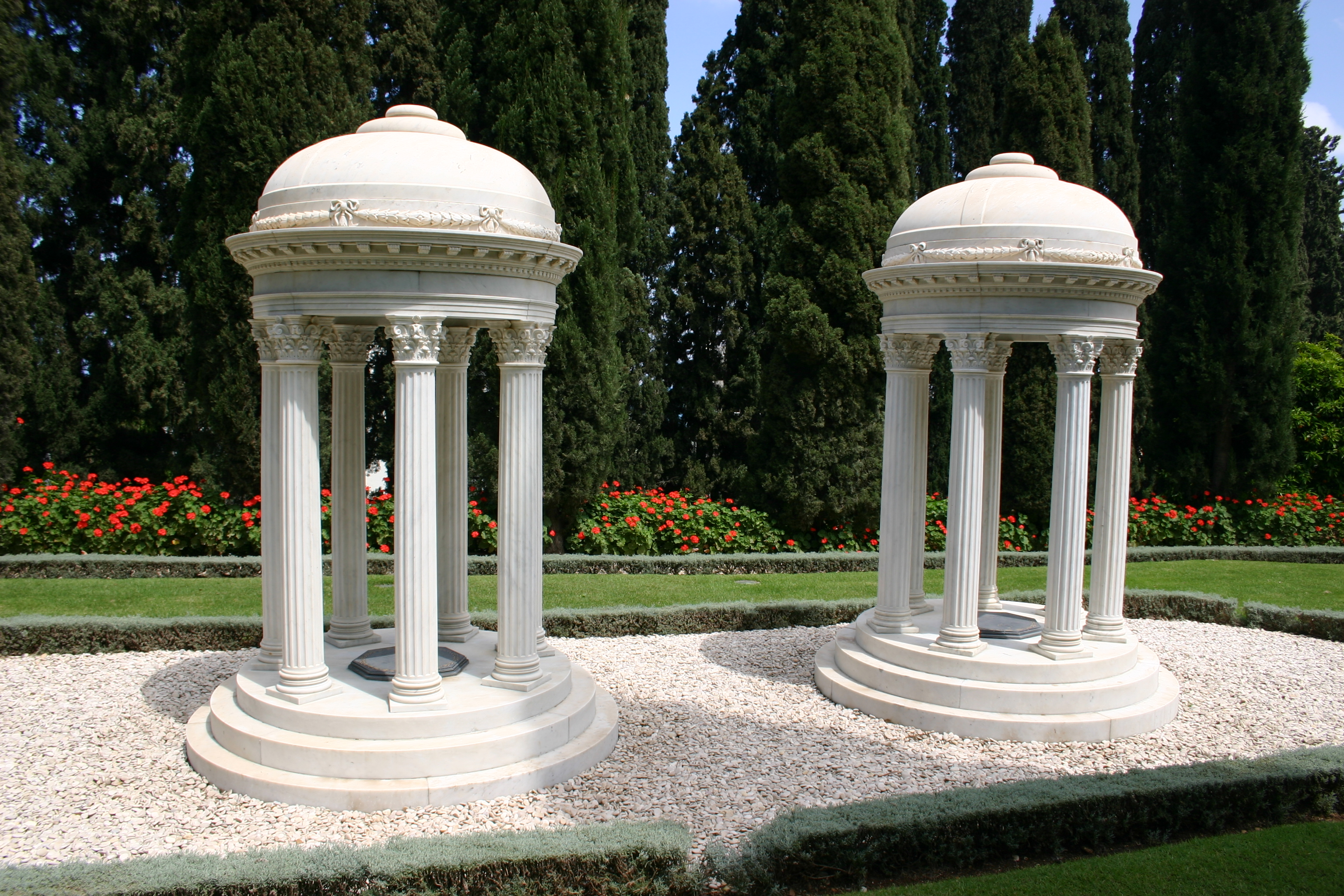
La tomba di Ásíyih è a sinistra; quella di Mihdí a destra.

Ásíyih Khánum morì ad Acri nel 1886; le sue spoglie terrene sono state trasferite, nel dicembre 1939, da Shoghi Effendi in una nuova tomba nei giardini sottostanti l'Arco Bahai sul Monte Carmelo a Haifa, in Israele, in un'area ora chiamata Giardini monumentali bahai.